# 龔錫樞
龔錫樞（?—?），雲南省雲南府昆明縣人，清朝政治人物、同進士出身。
光緒三年（1877年），参加丁丑科殿試，登進士三甲第172名。同年五月，經吏部掣簽，授即用知縣。